# کیبور
کیبور (به اسپانیایی: Quíbor) یک شهر در ونزوئلا است که در ایالت لارا واقع شده‌است. کیبور ۷۰٬۵۳۶ نفر جمعیت دارد.